# Монарх: Спадщина монстрів
Монарх: Спадщина монстрів Monarch: Legacy of Monsters — американський телесеріал, створений Крісом Блеком і розроблений Блеком і Меттом Фракшеном для потокового сервісу Apple TV+, заснований на «Годзіллі» Toho Co., Ltd. Створений Legendary Television, Safehouse Pictures і Toho Co., Ltd, як шоста частина та другий телесеріал у франшизі MonsterVerse. Серіал розповідає про те, як члени організації Monarch стикаються з Годзіллою та іншими монстрами, відомими як «Титани», протягом півстоліття. Блек виконує роль шоуранера.
У серіалі зіграли Курт Рассел, Ваятт Рассел, Анна Савай, Кірсі Клемонс, Рен Ватабе, Марі Ямамото, Андерс Холм, Джо Тіппетт і Еліза Ласовскі. Прем'єра Monarch: Legacy of Monsters відбулася 17 листопада 2023 року на Apple TV+.

## Сюжет
У прес-релізі Apple TV+ за 2023 рік описується передумова шоу:
Після епічної битви між Ґодзіллою та MUTO, які знищили Сан-Франциско і шокуючого відкриття, що монстри існують, двоє братів та сестер, йдучи шляхом свого батька, виявляють зв'язок своєї сім'ї з таємною організацією, відомою як «Monarch». Підказки ведуть їх у світ монстрів у минуле і зрештою в кролячу нору до армійського офіцера Лі Шоу, у 1950-ті роки, коли «Monarch» загрожує знищення. Драматична сага, що охоплює життя трьох поколінь, розкриває приховані таємниці та те, як епічні, карколомні події можуть прийти у сьогодення.

## У ролі
- Курт Расселл — Лі Шоу[2][3].
  - Ваятт Расселл — молодий Лі Шоу[2][3].
- Анна Савай — Кейт Ренда:
Колишня шкільна вчителька, яка пережила День G, їде до Японії, щоб залагодити сімейні справи, але натомість розкриває сімейну таємницю. Втомившись від своїх проблем, вона сповнена рішучості знайти вирішення цієї проблеми[4][3].
- Кірсі Клемонс — Мей[4].
- Рен Ватабе — Кентаро:
розумний, креативний і допитливий хлопець, який ще не знайшов власного шляху. Вирушає на пошуки, щоб дізнатися більше про свого шановного, але таємничого батька, і попутно відкрити власні таланти[4][3].
- Марі Ямамото — Кейко[5].
- Андерс Холм — Білл Ранда: дослідник Monarch[6].
  - Джон Гудмен — старший Ранда, який повторює свою роль у фільмі «Конг: Острів Черепа» (2017).
- Джо Типпетт — Тім:
самовпевнений секретний агент[4].
- Еліза Ласовськи — Дюваль:
експерт із непохитною впевненістю у собі та своїх навичках[3].

## Виробництво

### Розвиток
Після успіху фільму «Годзілла», почалися дискусії про розширення лінії MonsterVerse. Legendary запропонував створити серіал, і серед потенційних інвесторів компанія Apple TV+ виявила зацікавленість, заключивши угоду на зйомки серіалу в січні 2022 року. Проєкт буде спільним виробництвом Legendary Television, Safehouse Pictures і Toho. Кріс Блек виступить шоуранером.
У травні Метт Шакман був найнятий режисером перших двох епізодів на додаток до посади виконавчого продюсера. Окрім Блека та Метта Фракція, сценаристами серіалу є Ендрю Колвілл, Мілла Белл-Харт, Аманда Овертон, Карл Таро Грінфельд, Маріко Тамакі та Ел Летсон.

### Кастинг
У червні 2022 року в серіалі взяли участь Анна Савай, Рен Ватабе, Кірсі Клемонс, Джо Тіппетт та Еліза Ласовськи. У липні до акторського складу додалися Курт Рассел та Ваятт Расселл, а в серпні приєдналася Марі Ямамото. У вересні до акторського складу приєднався Андерс Голм, який також оголосив назву серіалу. У вересні 2023 року, коли було випущено тизер-трейлер, стало відомо, що Джон Гудмен знову зіграє роль Вільяма «Білла» Ранди у фільмі «Конг: Острів Черепа» (2017).

### Зйомки
У липні 2022 року стало відомо, що основні фотозйомки почалися у Ванкувері провінції Британська Колумбія в Канаді. Два тижні зйомок проходили в Японії в серпні. Серіал знятий 3D-камерами у форматі Spatial Video Apple для Apple Vision Pro.

## Маркетинг
У серпні 2023 року Apple опублікувала першу інформацію про серіал, який тепер має офіційну назву Монарх: Спадщина монстрів. Тизер серіалу разом із іншими зображеннями було опубліковано 8 вересня 2023 року.

## Реліз
Прем'єра Монарх: Спадщина монстрів запланована на 17 листопада 2023 року на Apple TV+.